# Atoposmia namatophila
Atoposmia namatophila is een vliesvleugelig insect uit de familie Megachilidae. De wetenschappelijke naam van de soort is voor het eerst geldig gepubliceerd in 1954 door Michener.